# KFWB
 (avril 2019).
Si vous disposez d'ouvrages ou d'articles de référence ou si vous connaissez des sites web de qualité traitant du thème abordé ici, merci de compléter l'article en donnant les références utiles à sa vérifiabilité et en les liant à la section « Notes et références ».
KFWB est une station de radio AM, en Californie, émise depuis le Lincoln Park (Est de Los Angeles).